# Behind These Hazel Eyes
Behind These Hazel Eyes è una canzone di Kelly Clarkson, estratta come secondo singolo dal suo secondo album in studio Breakaway (2005). È stata scritta dalla stessa Kelly Clarkson di suo pugno insieme a Max Martin e Dr. Luke.

## Descrizione
Pubblicata nel 2005, è stata scritta da Clarkson, Max Martin e Dr. Luke. In un primo momento il brano si concentra sulle memorie della cantante che sussurra rievocando. Gil Kaufman da MTV esaminando il brano in un confronto con l'album My December della stessa cantante dichiara che il brano "si scatena con chitarre stridenti, battiti di guida e ritornelli movimentati".
Nel testo la cantante parla di una relazione con un uomo che le ha spezzato il cuore e a cui non importa di quanto le faccia del male. Behind These Hazel Eyes si basa su una storia vera, e riguarda un ex fidanzato della Clarkson (David Hodges, ex membro degli Evanescence), che lasciò la cantante per sposare un'altra donna.
In un'intervista del 2008, la cantante ha rivelato che in origine "Behind These Hazel Eyes" era anche il titolo di lavorazione per il suo secondo album, ma poi lo cambiò in Breakaway per via della popolarità del brano omonimo.

## Il video
Il video è stato diretto da Joseph Kahn.
All'inizio la Clarkson appare in una stanza con un abito da sposa, circondata dalle ragazze che la stanno aiutando a prepararsi per il matrimonio. A un certo punto scorge la relazione del suo futuro sposo con un'altra donna; lui è in smoking, lei in abito da sposa. Quando la cantante vede tutto ciò, fuori tira tempesta e le donne non riescono a chiudere le finestre; la tempesta getta foglie dentro la stanza. Tutte le ragazze scappano tranne la Clarkson, che così si lascia sciogliere i capelli e il vestito bianco, e poi s'incammina verso la chiesa, con l'abito da sposa annerito, mentre il fidanzato della cantante sta impalmando un'altra ragazza. Clarkson scopre che l'altra sposa è la stessa delle immagini viste prima, così fugge dalla chiesa e scivola in un pantano, mentre il suo ex fidanzato e la sua rivale si baciano. Durante il video si vedono la Clarkson e la sua band che eseguono la canzone sullo stesso pantano: l'alter ego della Clarkson che canta sul pantano canta anche di fronte alla sposa tradita, confortandola. Poi appare di nuovo in chiesa, a scambiare la fede col suo fidanzato. Proprio in mezzo agli altri che assistono al matrimonio, la cantante nota anche la sua rivale, che lancia un sorriso e un bacio allo sposo. Così la Clarkson prende l'anello, lo getta addosso al fidanzato, lo lascia solo sull'altare, getta il suo bouquet addosso alle altre donne in chiesa e se ne scappa, dinanzi alla luce del sole.

## Tracce
Promo CD maxi single
1. Behind These Hazel Eyes – 3:18
2. Behind These Hazel Eyes (Joe Bermudez & Josh Harris mixshow edit) – 3:26
3. Behind These Hazel Eyes (live @ Sony Connect) – 3:39

CD Maxi single
1. Behind These Hazel Eyes – 3:18
2. Beautiful Disaster (live) – 4:35
3. Hear Me (AOL live) – 3:54
4. Behind These Hazel Eyes (music video) – 3:16

CD single
1. Behind These Hazel Eyes – 3:18
2. Behind These Hazel Eyes (live @ Sony Connect) – 3:39

## Mix
1. Album Version 3:18
2. Bermudez & Harris Lasik Surgery Mixshow 5:20
3. Bermudez & Harris Lasik Surgery Mixshow Edit 3:26
4. Bermudez & Harris Lasik Surgery Mixshow Instrumental 5:20
5. Bermudez & Harris Lasik Surgery Top 40 Radio Mix 3:10
6. Bermudez & Harris Lasik Surgery A Cappella 2:58
7. Bermudez & Harris Lasik Surgery Ulti-Remix 5:20
8. Al B. Rich Remix (aka Mynt Remix) 3:08

## Successo commerciale
Come Breakaway e Since U Been Gone, anche Behind These Hazel Eyes ha raggiunto i primi dieci posti della Billboard Hot 100, piazzandosi al numero 6 per quattro settimane consecutive e poi al numero 7 per altre sei settimane. Al momento del suo debutto su Billboard, nella stessa classifica c'era anche "Since U Been Gone". Entrambe si sono trovate anche ai primi tre posti delle classifiche Pop 100 Airplay nello stesso periodo.
In altre classifiche si è trovata alle spalle del singolo di Mariah Carey We Belong Together. Come tutti gli altri singoli da Breakaway, ha anche resistito nelle prime 40 posizioni in classifica.

## Classifiche
| Classifica (2011)                 | Posizione massima |
| --------------------------------- | ----------------- |
| Australian ARIA Singles Chart     | 6                 |
| Billboard Canadian Singles Chart  | 4                 |
| Czech Airplay Chart               | 35                |
| Dutch Singles Chart               | 7                 |
| Indonesian Singles Chart          | 1                 |
| Irish Singles Chart               | 4                 |
| New Zealand RIANZ Singles Chart   | 7                 |
| South African Singles Chart       | 2                 |
| Spanish Singles Chart             | 23                |
| Swedish Singles Chart             | 21                |
| Official Singles Chart            | 9                 |
| U.S. Billboard Hot 100            | 6                 |
| U.S. Billboard Pop 100            | 3                 |
| U.S. Billboard Adult Contemporary | 13                |

### Classifiche di fine anno
| Classifica (2005) | Posizione massima |
| ----------------- | ----------------- |
| Paesi Bassi       | 68                |
| Regno Unito       | 70                |
| Stati Uniti       | 10                |
| Classifica (2006) | Posizione massima |
| Australia         | 67                |